# Tartu
Tartu (Duits, historisch: Dorpat; Russisch, hist.: Юрьев, Joerjev, ook Дерпт Derpt; Lets, hist: Mētraine, Tērbata) is de op een na grootste stad van Estland en de hoofdstad van de provincie Tartumaa. De stad ligt in het zuidoosten van het land aan de Emajõgi, de rivier die de twee grootste meren van Estland met elkaar verbindt. De stad telde op 1 januari 2024 101.032 inwoners, waarvan 97.759 in de stad zelf en 3.273 in het buitengebied. Daarvan is ca. 80% Estischtalig. De stad heeft sinds 1632 een Academie, later universiteit. Zeer veel hoger opgeleide Esten hebben enige jaren van hun leven in deze stad doorgebracht: het 'Athene van de Emajõgi' geldt dan ook als de geestelijke hoofdstad van het land. Tartu is een UNESCO City of Literature.

## Geschiedenis
De oudste resten van bewoning op de plek van het huidige Tartu dateren uit de 5e eeuw. Tegen de 7e eeuw hadden de inwoners een houten vesting gebouwd aan de oostkant van de heuvel Toome (Toomemägi). De plaats werd het eerst genoemd bij het jaar 1031, toen de Kievse vorst Jaroslav de Wijze deze veroverde en er de stad Joerjev stichtte ("van Joeri" naar de doopnaam van Jaroslav). De inwoners van de plaats en de omliggende regio Ugandi moesten daarop schatting afdragen aan de Slavische vorsten, hetgeen mogelijk zo bleef tot 1061 toen, volgens de kronieken, de los georganiseerde Tsjoedische stam van de Sosols Tartu heroverde, de Russische bevolking vermoordde en de plaats hernoemde tot Tarbatu (of Tharbata). De Russen kwamen echter al snel terug en daarop volgde in 1138 een opstand van de Tsjoeden tegen Novgorod, waarop de Russen de plaats tot een fort versterkten.
Tarbatu kwam vervolgens begin 13e eeuw in handen van de Duitse Orde tijdens de Noordelijke Kruistochten, maar werd nog enkele malen heroverd door de Tsjoeden, totdat in 1224 de definitieve pacificatie door de Duitse ridderschap plaatsvond. Zij hernoemde de plaats in Dorpat (Tarbatum) en maakte haar het centrum van het gelijknamige bisdom Dorpat, deel van de Lijflandse Confederatie, die onderdeel zou gaan uitmaken van de Duitse Orde.
In 1262 werd Dorpat veroverd en verwoest door vorst Dmitri van Pereslavl, de zoon van Alexander Nevski. Zijn troepen wisten het fort van de bisschop en de bisschopskerk, die op de heuvel Toome gelegen waren, echter niet in te nemen. Vanaf dat moment ontwikkelde de lager gelegen stad zich tot een nederzetting van Duitse handelaren en handwerkslieden.
In de jaren 80 van de 13e eeuw werd Dorpat lid van de Hanze. De handel bloeide op de handelsroute van de Scandinavische en Noord-Duitse Oostzeesteden naar Novgorod en Pskov.
In de jaren 20 van de 16de eeuw werd de staat van de Duitse Orde geseculariseerd en verdeeld. Oost-Pruisen werd een hertogdom en ook Lijfland en Estland werden hertogdommen waarin de lutherse hervorming werd ingevoerd. De regionale Duits-Baltische adel (zie Baltische Duitsers) kon zijn oppergezag niet lang handhaven en moest het koninklijk gezag van de omringende rijken erkennen. In 1561 kreeg de Zweedse koning Estland (dat was toen alleen het noordelijke deel van het huidige Estland) en de Poolse koning Lijfland (het noordelijk deel van het huidige Letland samen met het zuidelijk deel van het huidige Estland) in handen. Sinds het midden van de zestiende eeuw werd Dorpat dus voortdurend betwist door de Russische tsaar, de Poolse koning en de Zweedse koning.
In 1558 werd Dorpat bezet door Russen uit Novgorod en toen in 1571 de commandant Reinhold von Rosen de Poolse koning de stad in handen wilde spelen, werd een deel van de burgers vermoord en een ander deel naar Rusland gedeporteerd. 1583 kon de Poolse koning Stephan Bathori de stad toch onder zijn gezag krijgen. Hij stichtte ter bevordering van de Contrareformatie een jezuïetenschool.
De stad kreeg zwaar te lijden van de Pools-Zweedse Oorlog van 1600 tot 1611. Dorpat werd in 1621 bezet, en in 1629 definitief Zweeds als een deel van Zweeds Lijfland. In 1632 kreeg de stad van de Zweedse koning Gustaaf II Adolf een academie, waar in het Latijn en het Duits werd gedoceerd, omdat de studenten voornamelijk afkomstig waren uit de stedelijke burgerijen en de adel in Estland en Lijfland, en deze bovenlaag was Duits van taal en cultuur. De academie was het begin van de latere universiteit. In 1656 werd de stad opnieuw door de Russen ingenomen en werd een deel van de burgers naar Rusland gedeporteerd. Al snel kwam de stad in Zweedse handen terug. Aan de bloeitijd kwam na een eeuw een definitief einde met de Grote Noordse Oorlog (1700-1721), waarin de stad vrijwel geheel werd verwoest. Nadat de stad in 1704 bezet was door het leger van tsaar Peter de Grote, werd de bevolking in 1708 op verdenking van heulen met 'de vijand' opnieuw weggevoerd naar Rusland. In 1718 keerde een deel van de bevolking terug in de verwoeste stad. In 1721 werd de afstand van Lijfland door Zweden aan Rusland vastgelegd in het Verdrag van Nystad. Zweeds Lijfland werd nu het Russische gouvernement Lijfland. Estland werd het Russische gouvernement Estland. De stad kreeg naast de naam Dorpat een Russische variant Derpt (Дерпт).
Door branden in de 18e eeuw ging veel van de middeleeuwse (houten) architectuur verloren en kreeg de stad een nieuw uiterlijk door de bouw van veel huizen en gebouwen in Laat-barokke en neoklassieke stijl. De heroprichting van de Academie, nu als keizerlijke universiteit, naast verschillende middelbare scholen, maakte in 1802 van de stad een centrum van geestelijke cultuur. De taal (naast uiteraard het Latijn) en de cultuur van deze universiteit was Duits, terwijl voor het versterken van het Russisch door de tsaristische regering een orthodoxe theologische faculteit werd ingericht. In de tweede helft van de 19e eeuw was Dorpat hét culturele centrum voor de Lijflandse en Estlandse ridderschap en burgerij, de Baltische Duitsers, die Duits van cultuur en taal waren. Mondjesmaat kwam in dit milieu ook de Estlandse cultuur in de belangstelling. De Estse taal was echter meer studieobject in academische kring dan dat zij actief gebruikt werd op hoger niveau. Echter, Esten gingen zelf ook initiatieven ontplooien ten tijde van het Romantisch nationalisme en in de stad vond in 1869 het eerste Estse songfestival plaats en in 1870 werd het eerste nationale theater, de Vanemuine, hier opgericht. Twee jaar later, in 1872, werd de Gemeenschap van Estse Schrijvers hier opgericht. In deze jaren was er ook een opleving op wetenschappelijk gebied. De latere Nobelprijswinnaar Robert Koch promoveerde in 1879 in Dorpat op de dissertatie Über die Wirkung der Oxalate auf den thierischen Organismus.
Vanaf 1881 zette de russificatie in door maatregelen die het Russisch in plaats van het Duits en Ests tot taal van het openbaar bestuur, en sinds 1895 ook tot verplichte taal van de colleges aan de universiteit maakten. De tot dusver in meerderheid Duitstalige docenten en studenten vertrokken naar universiteiten in Duitsland. Rond 1900 waren tegenover de oorspronkelijk ca. 5.000 studenten er nog 1.265 ingeschreven. In 1893 werd de stad opnieuw vernoemd naar haar oude naam Russische Joerjev. Bij de komst van de Duitse troepen werd in 1918 de Russische universiteit geëvacueerd naar Voronezj, maar haar Estse Universiteit van Tartu werd als opvolger al een jaar later geopend. In dat jaar werd de stad formeel hernoemd met de Estische naam Tartu.
Het einde van de Eerste Wereldoorlog leidde tot de Vrede van Tartu op 2 februari 1920, waarin Bolsjewistisch Rusland de onafhankelijkheid van Estland "voor altijd" erkende. Deze onafhankelijkheid bleek echter toch niet zo eeuwig. Bij het Molotov-Ribbentroppact uit 1939 verdween deze belofte in de prullenbak, hetgeen realiteit werd toen de Sovjet-Unie Estland innam in 1940.
In de Tweede Wereldoorlog leed de stad de nodige schade: onder meer de Stenen Brug (Kivisild, gebouwd onder Catharina II van Rusland tussen 1776 en 1778) over de Emajõgi en het theater Vanemuine werden verwoest door het Rode Leger; eerst gedeeltelijk bij de terugtrekking in 1941, later bijna volledig bij de herovering in 1944. Na 1945 werd Tartu, dat in de Sovjetperiode bijna verdubbelde in inwoneraantal (van 57.000 naar ongeveer 100.000) een 'gesloten stad', die verboden terrein was voor buitenlanders. De bevolkingstoename bestond vooral uit Russen, werkzaam op onder andere een militaire luchtmachtbasis, de vliegbasis Raadi, aan de noordoostelijke rand van de stad, waarvan de latere Tsjetsjeense leider Dzjochar Doedajev enige tijd de commandant was. De geasfalteerde landingsbaan vormt nu de plaats van een markt voor tweedehands auto's en wordt soms gebruikt voor autoraces.
Sinds Estlands herwonnen onafhankelijkheid vindt her en der opvallende nieuwbouw plaats. In 2001 werd het Estse Ministerie van Onderwijs naar Tartu verplaatst. In 2005 werden in Tartu de internationale Hanzedagen gehouden. Het historische centrum is sinds 1991 ook aanzienlijk gerenoveerd.

## Bevolking
In de tweede helft van de 19de eeuw telde de stad tien tot 15.000 inwoners waaronder de Esten en Duitsers om te beginnen even talrijk waren. Maar een langzame groei tot 20.000 ging gepaard met toename van de Esten. De Duitsers namen af door emigratie en omdat zij hun steunpunt - de universiteit - verloren. Deze werd een Russische instelling. Na de onafhankelijkheid in 1921 groeide het inwonertal door naar 40.000. Na de Tweede Wereldoorlog ging dat verder tot bijna 100.000 omdat hoog gespecialiseerde industrieën hierheen werden verplaatst. Het aantal Russen nam navenant toe. Na de hernieuwde onafhankelijkheid verdween de 'Russische industrie' voor een groot deel en vertrokken ook veel, vermoedelijk de helft, van de Russen. De achterblijvers maken een vijfde deel van de huidige bevolking uit.

## Bestuurlijke status
Tartu is de hoofdstad van de provincie Tartumaa. Binnen die provincie vormt de stad een aparte stadsgemeente.
Bij de gemeentelijke herindeling van oktober 2017 werd de landgemeente Tähtvere bij Tartu gevoegd. Sindsdien vallen onder Tartu ook de plaatsen:
- Ilmatsalu en Märja met de status van vlek (Estisch: alevik);
- Haage, Ilmatsalu, Kandiküla, Kardla, Pihva, Rahinge, Rõhu, Tähtvere, Tüki en Vorbuse met de status van dorp (Estisch: küla).

Tartu heeft overigens ook een stadswijk met de naam Tähtvere. Naast de stadsgemeente Tartu bestaat er ook een landgemeente Tartu. Die ligt ten noorden van de stad.

## Stadsbeeld

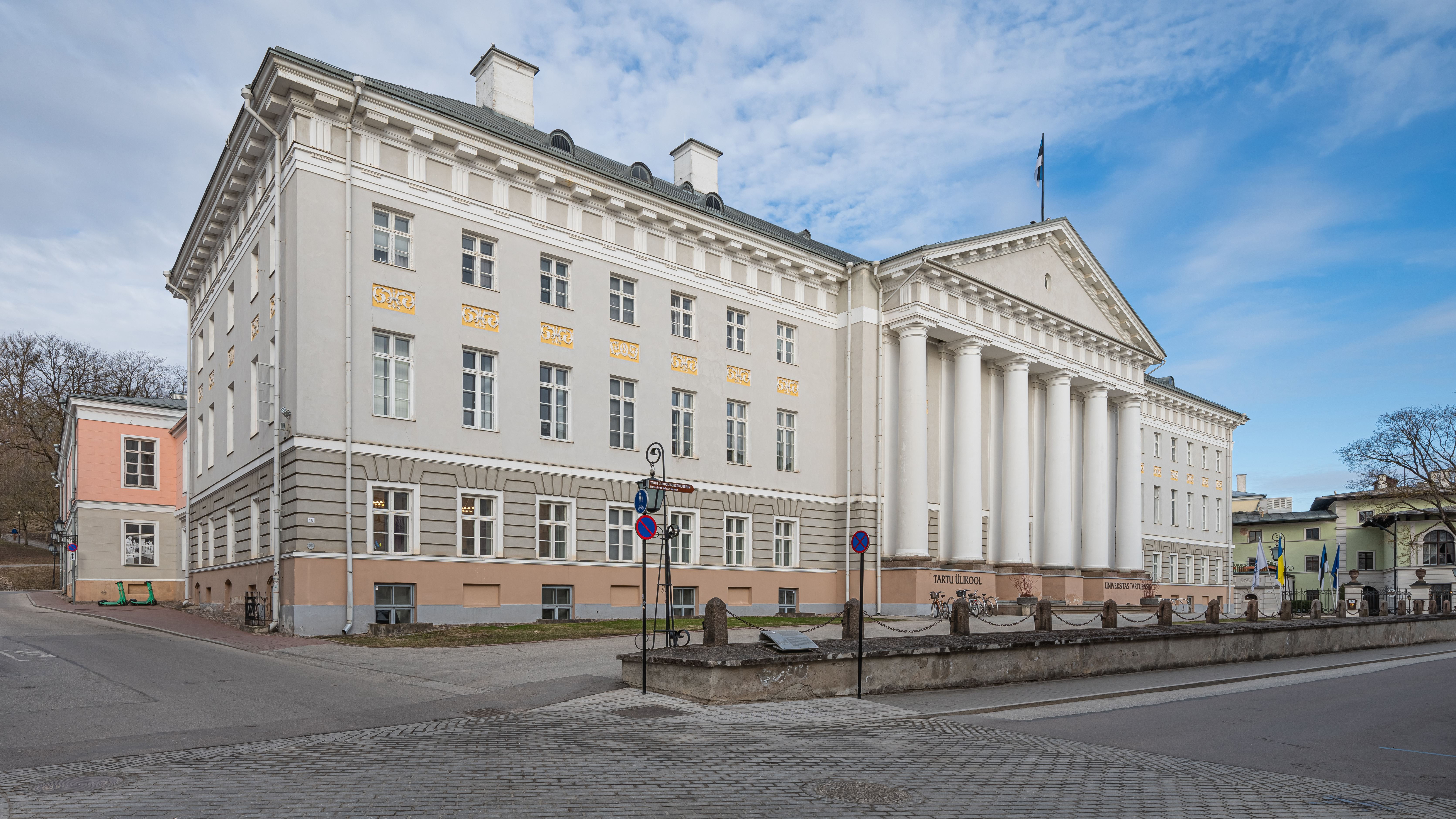
Universiteit

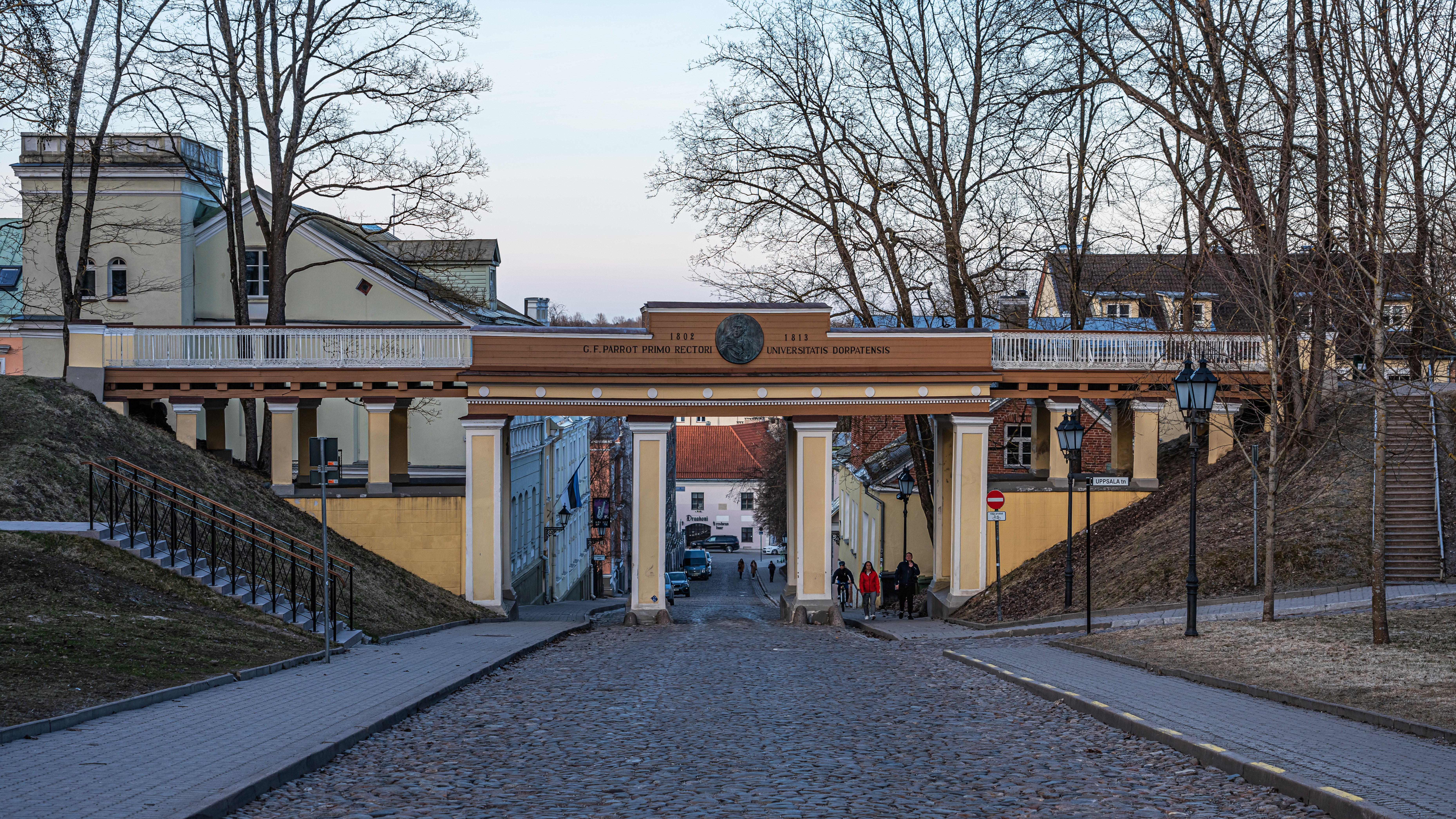
Engelenbrug

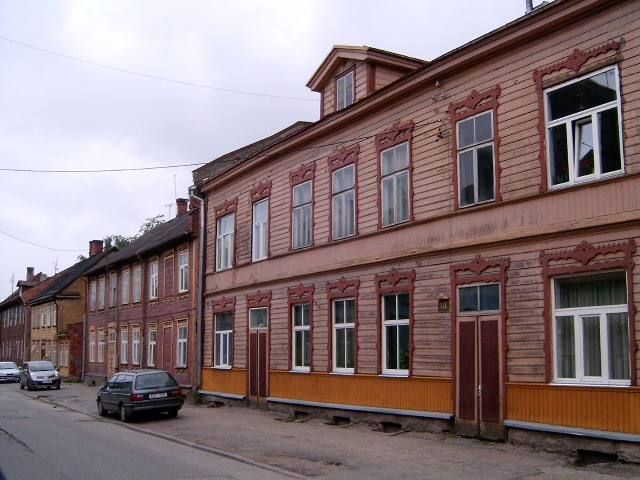
Huizen in Tartu

Het kleine stadscentrum van Tartu ligt op de rechteroever van de rivier en aan de voet van de heuvel Toomemägi, de Domberg. Op deze heuvel staat de ruïne van de domkerk in baksteengotiek, die gedeeltelijk in gebruik is als museum. De heuvel is parkachtig ingericht; op veel plaatsen staan monumenten van prominente geleerden uit het verleden, waaronder Karl Ernst von Baer, de vader van de embryologie.
Direct onder de heuvel staat het achttiende-eeuwse roze gepleisterde raadhuis, het belangrijkste gebouw aan het raadhuisplein, Raekoja plats. Dit is het hoofdplein van Tartu, met een opmerkelijke fontein: twee kussende studenten onder een paraplu waarlangs het water naar beneden stroomt. Het plein grenst aan één kant aan de rivier de Emajõgi, waar tegenwoordig nog maar een gewone voetgangersbrug de verbinding vormt met de overkant. Een ander opvallend gebouw aan het plein is het Scheve Huis.
De belangrijkste gebouwen aan de zuidkant van het raadhuisplein zijn het classicistische hoofdgebouw van de universiteit (1809) met zijn karakteristieke zuilen, en de Janskerk (Jaanikirik), die na de Tweede Wereldoorlog een ruïne was, maar recentelijk is gerestaureerd. Uniek zijn de meer dan honderd eeuwenoude, rode, verfijnde terracottabeeldjes van heiligen, gewone mensen en fantasiedieren waarmee de kerk aan binnen- en buitenkant is gedecoreerd.
Het moderne Tartu ligt ten noorden van het raadhuisplein, waar inmiddels bij het busstation hoogbouw is verschenen. In deze omgeving staan aan de rivier ook de markthal en hogerop het naoorlogse theater Vanemuine en de Universiteitsbibliotheek.
Ten noorden van het centrum bevinden zich wijken als Supilinn, Soepstad, zo genoemd vanwege de straatjes die naar erwten en bonen heten en waar karakteristieke houten huizen staan.

## Bezienswaardigheden
- Het museum TYPA-centrum is gespecialiseerd in drukkunst en papierkunst, gevestigd in het Aparaaditehase creatieve complex in Tartu.

## Stedenbanden
- Bærum (Noorwegen), sinds 1991
- Deventer (Nederland), sinds 1990
- Ferrara (Italië), sinds 1998
- Frederiksberg (Denemarken)
- Hafnarfjörður (IJsland), sinds 1991
- Hämeenlinna (Finland), sinds 1991
- Kaunas (Litouwen), sinds 1993
- Lüneburg (Duitsland), sinds 1993
- Pskov (Rusland), sinds 2000
- Riga (Letland)
- Salisbury (Verenigde Staten), sinds 1999
- Tampere (Finland), sinds 1990
- Turku (Finland), sinds 1996
- Uppsala (Zweden)
- Veszprém (Hongarije), sinds 2002
- Zutphen (Nederland), sinds 1990

## Geboren in Tartu
- Heinrich Lenz (1804-1865), wetenschapper
- Viktor Hehn (1813-1890) lector en Goethekenner in Berlijn
- Adolf von Harnack (1851-1930), liberaal theoloog, laatstelijk in Heidelberg
- Leopold von Schroeder (1851-1920), indoloog
- Heino Eller (1887-1970), componist en muziekpedagoog
- Johannes Pääsuke (1892-1918), fotograaf en filmmaker
- Felix Kersten (1898-1960), masseur in Finland
- Heiti Haldre (1928-2012) hydraulicus en pompen-expert
- Ilon Wikland (1930), illustratrice
- Jaan Kaplinski (1941-2021), auteur
- Jaak Panksepp (1943-2017), neurowetenschapper
- Alar Karis (1958), president van Estland sinds 2021
- Kersti Kaljulaid (1969), president van Estland (2016-2021) en lid van de Europese Rekenkamer
- Jaan Kirsipuu (1969), wielrenner
- Andrus Aug (1970), wielrenner
- Lauri Aus (1970-2003), wielrenner
- Sven Mikser (1973), politicus en voormalig atleet
- Aleksander Tammert (1973), discuswerper
- Markko Märtin (1975), autocoureur
- Grete Treier (1977), wielrenster
- Martin Vunk (1984), voetballer

- Alo Jakin (1986), wielrenner
- Rein Taaramäe (1987), wielrenner
- Martin Järveoja (1987), rallynavigator
- Markus Jürgenson (1987), voetballer

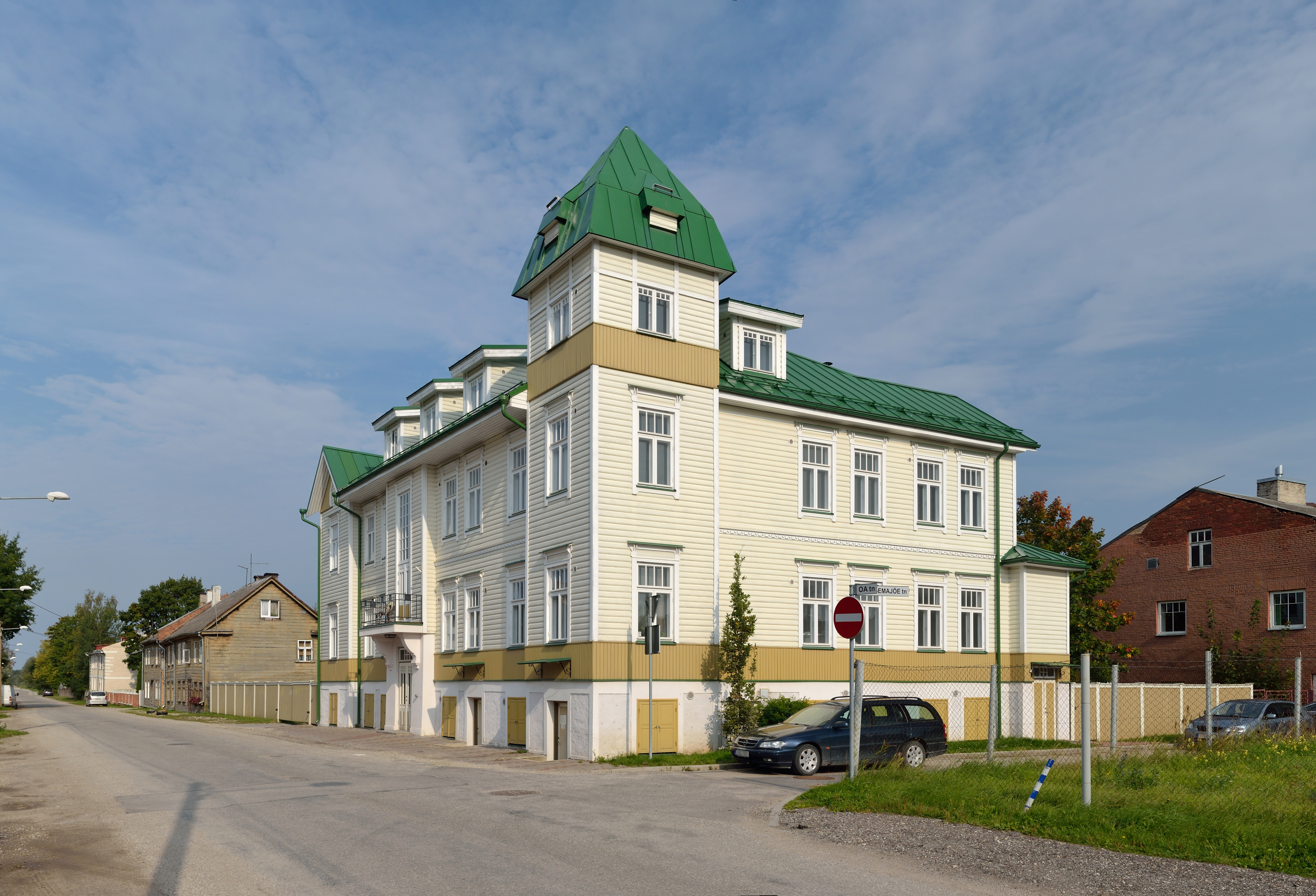
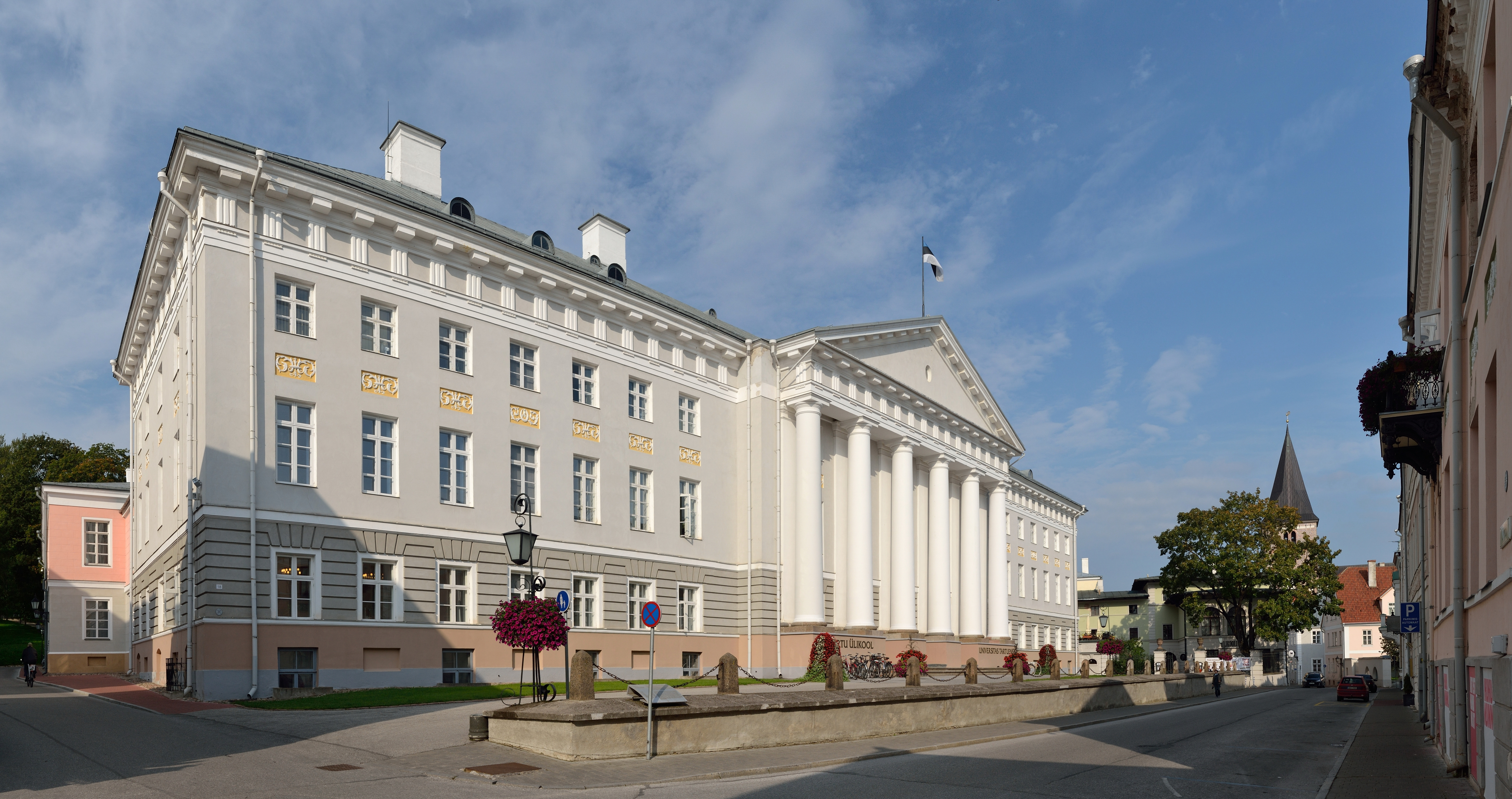
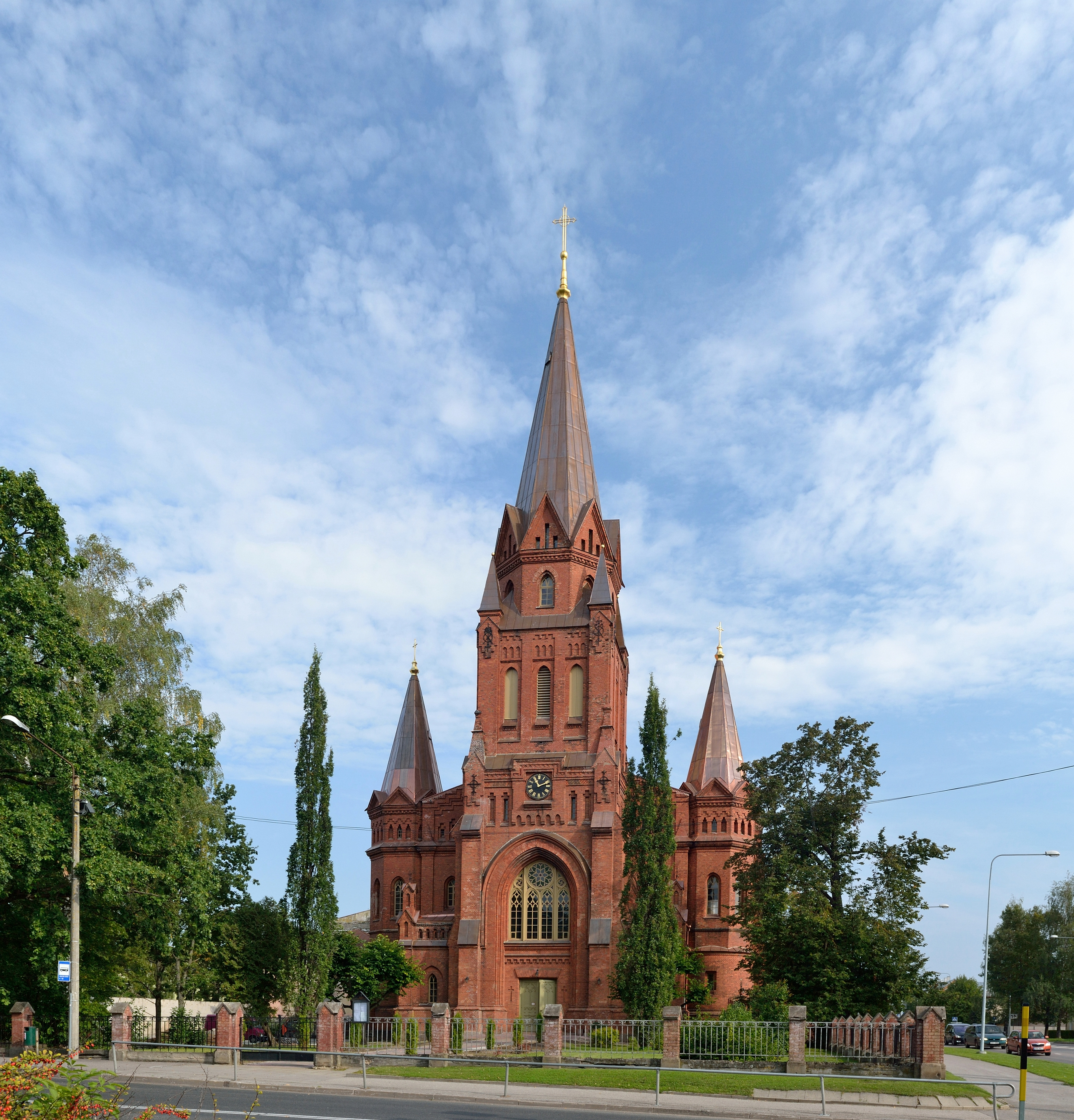
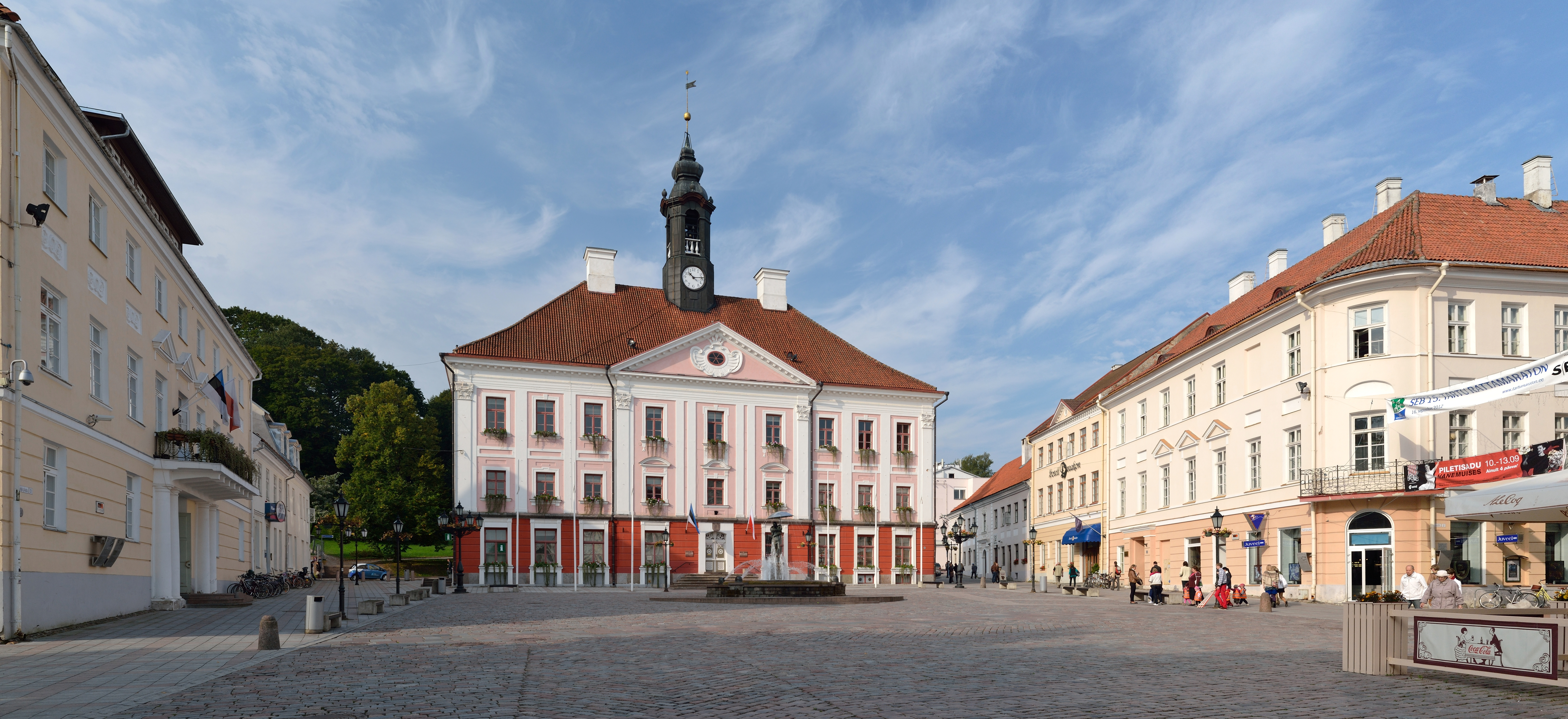
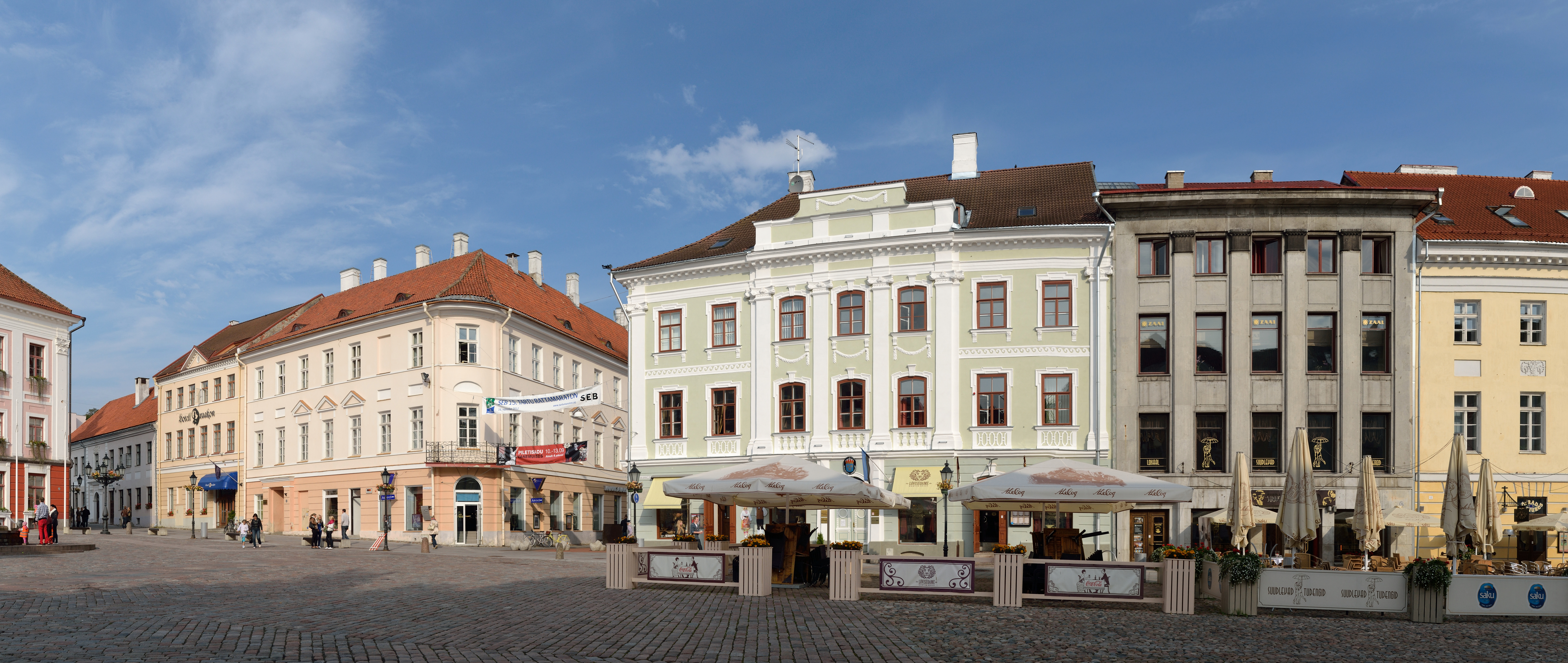
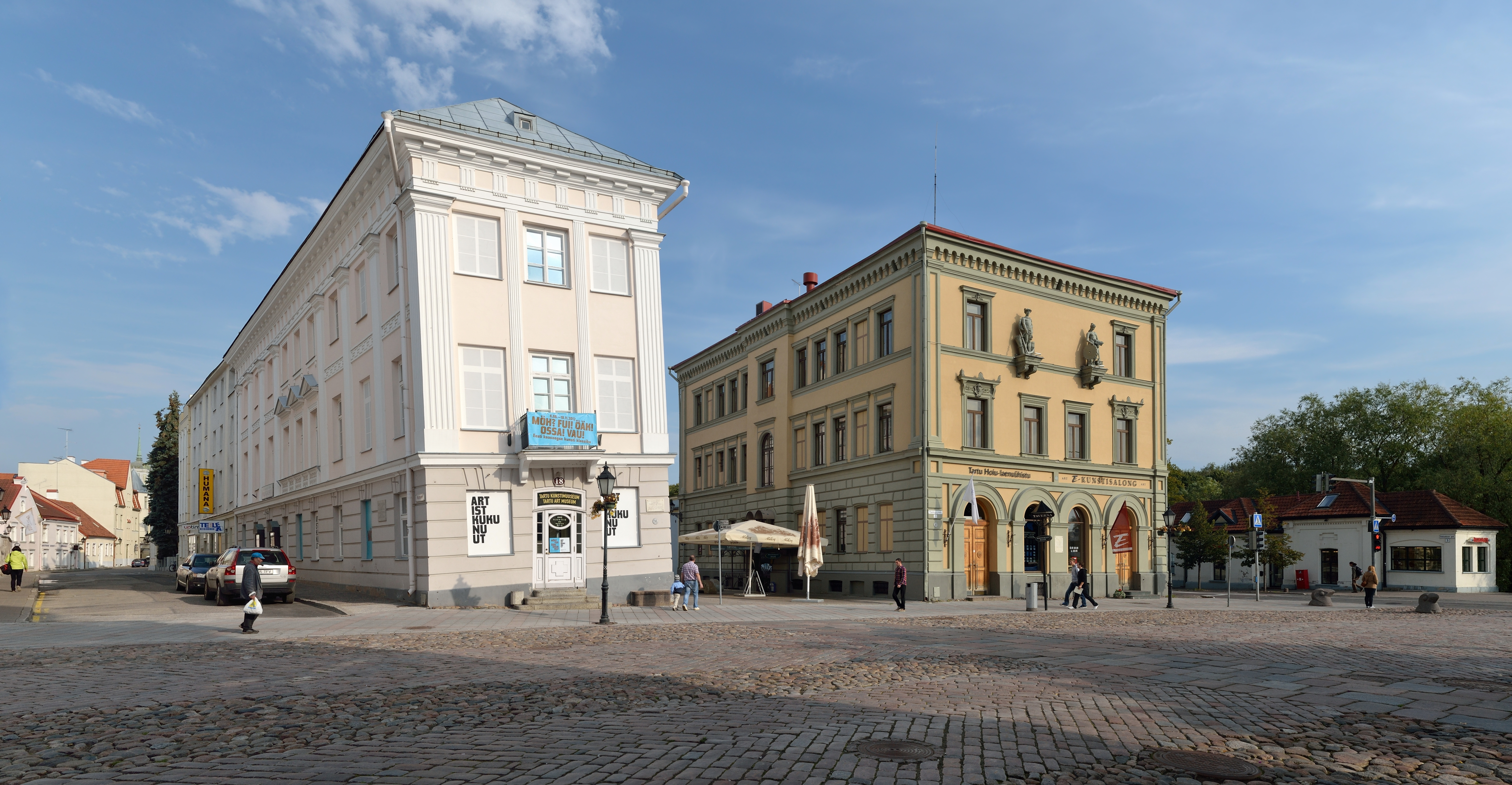
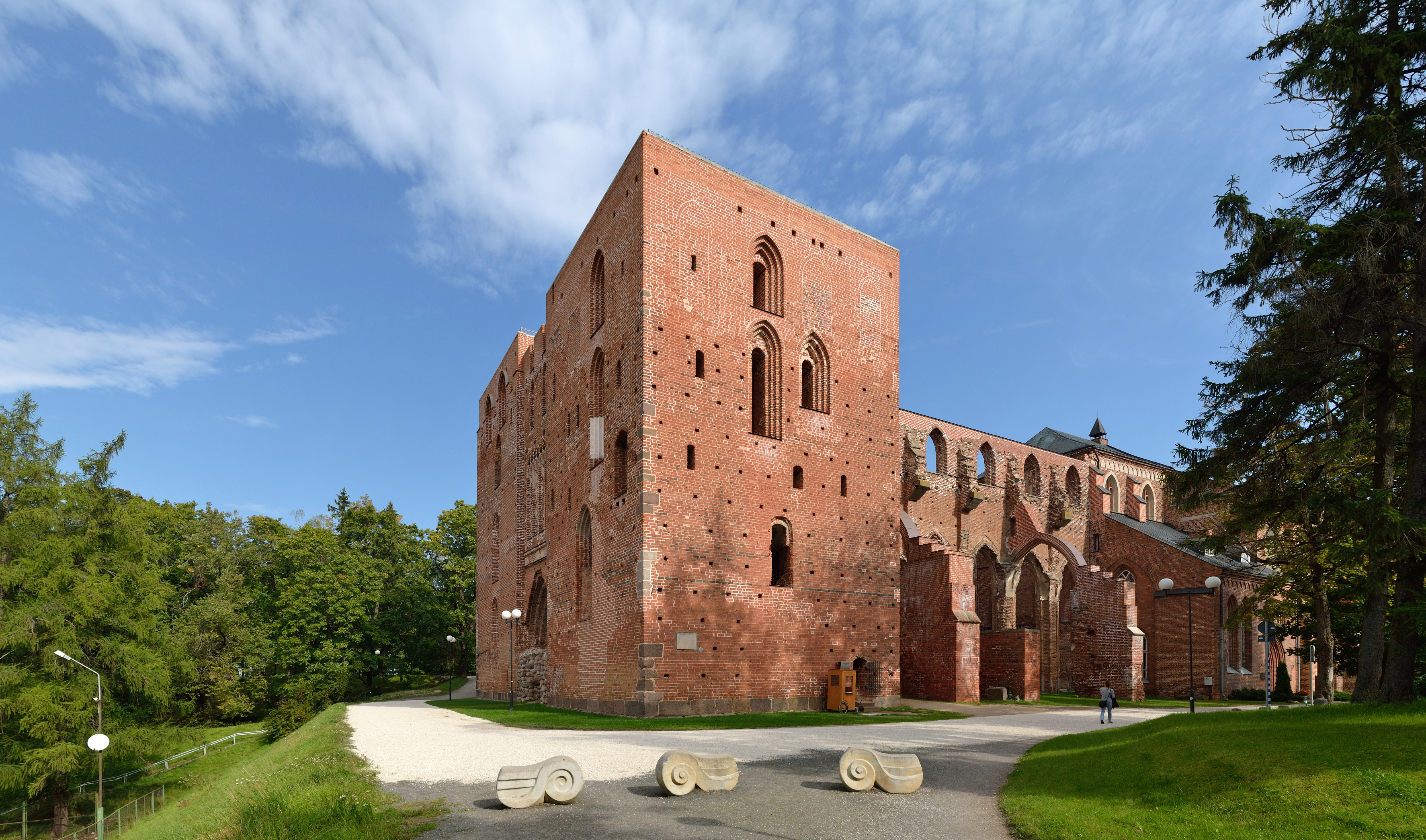
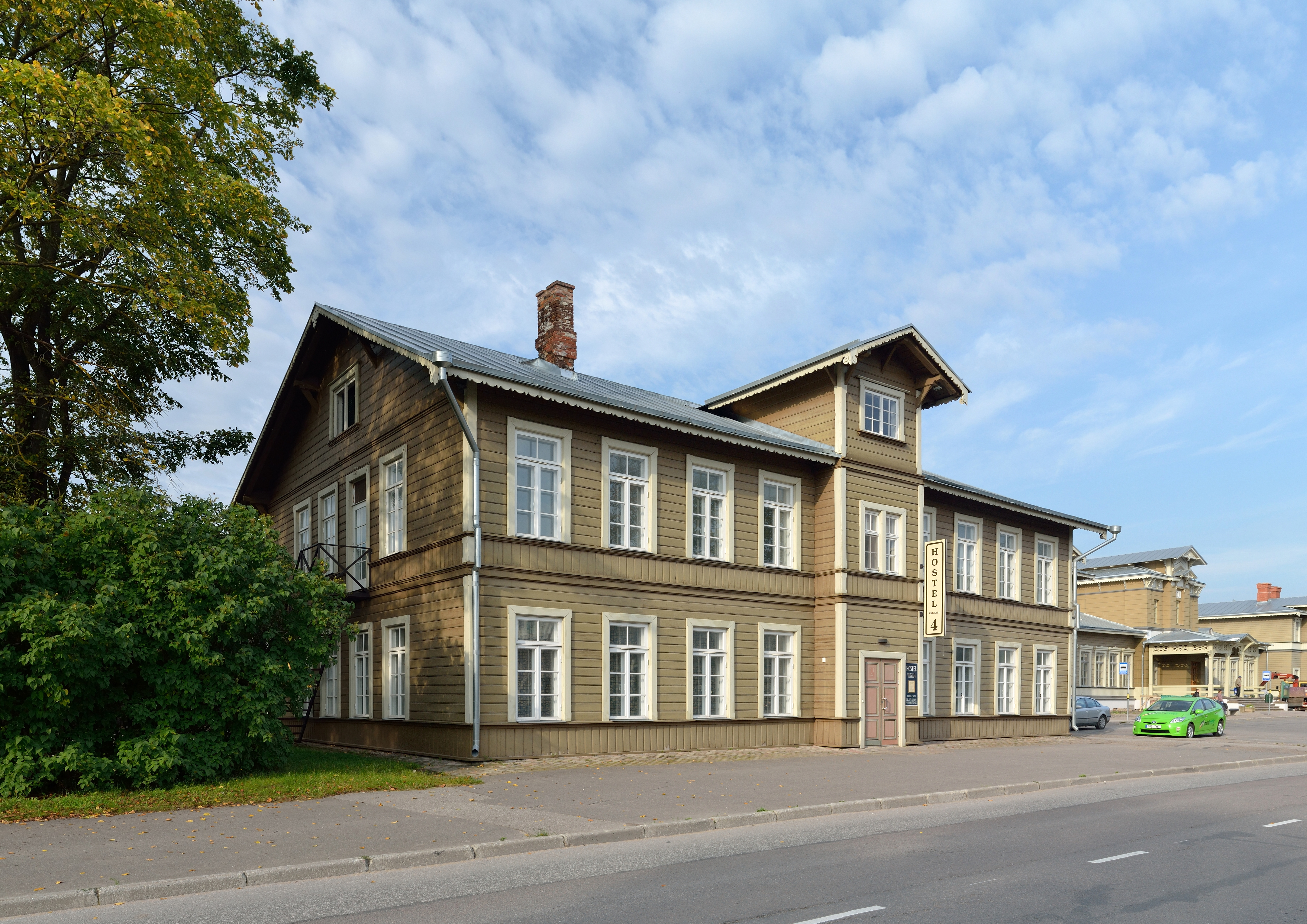

- Taijo Teniste (1988), voetballer
- Laura Põldvere (1988), zangeres
- Rasmus Mägi (1992), hordeloper
- Artur Pikk (1993), voetballer
- Silver Mäoma (1995), wielrenner

Andere hanzen: Vlaamse Hanze van Londen · Hanze der XVII steden
Stadsgemeente: Tartu

Landgemeenten: Elva · Kambja · Kastre · Luunja · Nõo · Peipsiääre · Tartu vald